# Předseda vlády

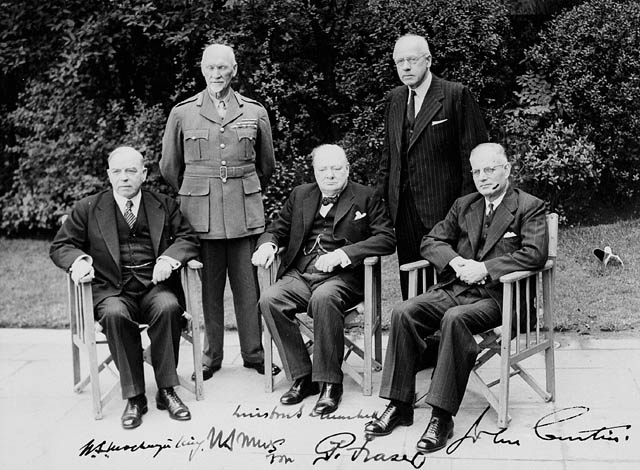
Konference předsedů vlád Commonwealthu v roce 1944, Londýn, Spojené království. (Zleva doprava): W.L. Mackenzie King (Kanada), Generál Jan Smuts (Jihoafrická unie), Winston Churchill (Spojené království), Peter Fraser (Nový Zéland), John Curtin (Austrálie)

Předseda vlády (nebo také ministerský předseda, premiér či první ministr) je v parlamentním systému hlavou nejvyššího exekutivního orgánu ve státě. Podléhá pouze vládě.  V Německu a Rakousku nese úřad jméno kancléř, v Irsku pak taoiseach. 
Funkce zástupce předsedy vlády je označována jako místopředseda vlády (náměstek předsedy vlády nebo vicepremiér).

## Postavení předsedy vlády
V parlamentních systémech, kde převažuje moc vlády nad parlamentem, se hovoří o tzv. premiérském parlamentarismu. Ten lze dále rozdělit na silný britský typ a slabý německý typ, který se někdy nazývá také jako kancléřský typ parlamentarismu. V premiérském parlamentarismu hraje předseda vlády hlavní roli a ovlivňuje systém tím, že dominuje vládě a vláda následně parlamentu. V opačném případě, kdy má rozhodující pravomoci parlament a jednotliví poslanci a nikoli vláda, se hovoří o tzv. parlamentarismu s převahou zákonodárného sboru. Pokud mají hlavní slovo politické strany hovoří se o parlamentarismu kontrolovaném politickými stranami.
Parlamentní režim lze také klasifikovat podle vazeb mezi premiérem a zbytkem vlády. Politolog Giovanni Sartori tak definuje předsedu vlády jako:
- prvního nad nerovnými – premiér je nejdůležitějším představitelem výkonné moci, vůdcem strany a téměř není možnost jej sesadit parlamentním hlasováním, protože dostatečná většina poslanců je jeho stranickými podřízenými, navíc jmenuje a odvolává ministry na základě vlastní vůle;
- prvního mezi nerovnými – premiér nemusí být výlučně šéfem strany, přesto je parlamentem stěží sesaditelný, může provádět změny členů vlády a sám zůstávat v úřadu;
- prvního mezi rovnými – premiérova existence je spojena s jeho ministry, pokud rezignují oni, tak končí i on, má nad nimi malou moc a přijímá složení vlády, které je mu vnuceno.

Práci ministrů řídí předseda vlády. Předseda může ministra odvolat buď sám, nebo jeho odvolání navrhnout hlavě státu. Hlava státu v některých systémech musí takové žádosti vyhovět, v jiných nemusí. V takových případech pak předseda vlády obvykle sám rezignuje.
V systémech s čistou dělbou moci, jako je prezidentský systém tradiční pozice předsedy vlády neexistuje a hlavou exekutivy je hlava státu, například v USA. Hybridními modely jsou poloprezidentské systémy, kde prezident není jen formální hlavou státu, ale má silné ústavní pravomoci, o něž se dělí s premiérem, např. ve Francii, Rusku či do roku 1997 v Polsku. Pokud vládne ve Francii prezident z jedné strany politického spektra (např. pravicový) a premiér z druhé (levicový) hovoří se o kohabitaci.
Předseda vlády může být zároveň předsedou rad či úřadů, ve kterém je jeho předsednictví spíše formální z titulu jeho funkce. Ve Spojeném království dlouhodobě tradičně předseda vlády zastává také pozici Prvního lorda státní pokladny, ministra pro veřejnou službu, je ministrem odpovědným za národní bezpečnost a od roku 2019 také ministrem pro Unii. V České republice byl v letech 2009–2014 a 2017–2021 předseda vlády zároveň předsedou Rady pro vědu výzkum a inovace.